# Haukkajärvi (sjö i Enare, Lappland, Finland)
Haukkajärvi och Valkkojärvet är sjöar i Finland. De ligger i kommunen Enare i landskapet Lappland, i den norra delen av landet, 1 000 km norr om huvudstaden Helsingfors. Haukkajärvi ligger 120,6 meter över havet. Arean är 33,7 hektar och strandlinjen är 4,68 kilometer lång. Sjön  ingår i Pasvik älvs huvudavrinningsområde. 